# كلارك كوليدغ
كلارك كوليدغ (بالإنجليزية: Clark Coolidge)‏ هو شاعر أمريكي، ولد في 26 فبراير 1939.

## وصلات خارجية
- كلارك كوليدغ على موقع ميوزك برينز (الإنجليزية)
- كلارك كوليدغ على موقع ديسكوغز (الإنجليزية)